# Valerian Kobachija
Valerian Kobachija (rusky: Валериан Османович Кобахия, Valerian Osmanovič Kobachija) (1929 - 1992) byl sovětský politik a funkcionář Komunistické strany Sovětského svazu. Byl dlouholetým předsedou prezidia Nejvyššího sovětu Abchazské ASSR.

## Biografie
V roce 1951 vystudoval pedagogii na Suchumském pedagogickém institutu a začal pracovat jako učitel na střední škole. Avšak již tři roky po ukončení studií vstoupil do KSSS a také jako vedoucí do komsomolu, kde nakonec zaujal místo regionálního prvního tajemníka pro celou Abchazskou ASSR. Od roku 1958 vykonával funkci předsedy výkonného výboru okresu Gudauta a v roce 1962 byl prvním tajemníkem okresního výboru Komunistické strany Gruzie v Gudautě. Od roku 1965 byl tajemníkem Komunistické strany Gruzie ve výboru pro řízení a plánování výroby kolchozů a sovchozů v Abchazské ASSR. Zároveň zastával místo prvního tajemníka oblastního výboru Komunistické strany Gruzie v Abchazské ASSR, kde setrval až do roku 1975. Tehdy se totiž posunul do funkce tajemníka prezidia Nejvyššího sovětu Abchazské ASSR, kde setrval tři roky, než byl z této funkce Moskvou odvolán v reakci na bouřlivé události roku 1978 a reorganizaci moci v Abcházii, kdy se Abchazové dožadovali návratu statutu svazové republiky.
V říjnu 1978 se do nejvyššího vedení Abchazské ASSR vrátil, když byl jmenován předsedou prezidia Nejvyššího sovětu Abchazské ASSR. V této funkci vydržel 12 let, až do 24. prosince 1990. Za jeho vedení socialistické obdoby Abchazského lidového shromáždění došlo k prudkému zvýšení nacionalismu a na konci svého angažmá v politice byl tím, kdo podepsal 25. srpna 1990 deklaraci o nezávislosti Abcházie na Gruzínské SSR. V Gruzii však došlo k vyostření boje Tbilisi proti separatismu pod vedením vůdce Gruzínů Zviada Gamsachurdiji. Nejvyšší sovět Gruzie řešil zatím pouze otázku Jižní Osetie, kde se měly konat Gruzií neschválené volby, ovšem Abchazský nejvyšší sovět v reakci na politiku orgánů Tbilisi se pod jeho vedením mimořádně sešel 4. prosince 1990, aby projednal změny v ústavě Abchazské ASSR reagující na poslední vývoj v Tbilisi, dále nová pravidla pro volby do Nejvyššího sovětu Abchazské ASSR, zřízení speciálního výboru pro řešení propukajícího gruzínsko-abchazského konfliktu a zrušení postu předsedy prezidia Nejvyššího sovětu Abchazské ASSR. Jeho nástupcem byl 24. prosince zvolen Vladislav Ardzinba, jako předseda Nejvyššího sovětu a de facto vůdce Abchazů.
Valerian Kobachija zemřel roku 1992.